# Thomas Eisfeld
Thomas Eisfeld, né le 18 janvier 1993 à Finsterwalde en Allemagne, est un footballeur allemand.

## Biographie
Thomas Eisfeld est formé au Borussia Dortmund. En 2012, Eisfeld est transféré à Arsenal pour la somme de 420 000£, mais ne joue aucun match avec l'équipe première. En 2014, il part pour Fulham, mais là aussi, il n'a pas un temps de jeu élevé (seulement sept matchs en Championship). Il est alors prêté au VfL Bochum. Il y sera ensuite définitivement transféré. 
Avec Bochum, il inscrit trois buts en deuxième division allemande lors de la saison 2015-2016, puis à nouveau trois buts la saison suivante.

## Palmarès
- VfL Bochum
  - 2. Bundesliga
    - Champion en 2021